# HD 23753
HD 23753，又名BD+22 563，SAO 76215、HR 1172，是一颗恒星，视星等为5.45，位于銀經167.33，銀緯-23.83，其B1900.0坐标为赤經3h 42m 25.5s，赤緯+23° -23.83′ 50″。